# Prachtpitta
De prachtpitta (Pitta superba) is een vogelsoort uit de familie van pitta's (Pittidae).

## Kenmerken
De prachtpitta is werkelijk een prachtige vogel van 22 cm lengte. De rug is glanzend zwart en de vleugeldekveren zijn hemelsblauw, terwijl de buik en de onderkant van de staart scharlakenrood gekleurd zijn. Onvolwassen dieren en vrouwtjes zijn minder opvallend gekleurd.

## Leefwijze
Het is een zeldzame, zwijgzame, in het verborgen levende vogel. Hoewel de dieren kunnen vliegen, geven ze er doorgaans de voorkeur aan om op de grond te blijven. Hun voedsel vinden ze op bosbodem en bestaat uit ongewervelde dieren zoals insecten, regenwormen en slakken maar ook wel kleine hagedissen.

## Verspreiding en leefgebied
De prachtpitta is endemisch op het eiland Manus van de Admiraliteitseilanden (de regio Islands van Papoea-Nieuw-Guinea). De vogel komt daar verspreid voor op een aantal plekken. Het is onduidelijk welke factoren te verspreiding bepalen. De vogel duikt soms ergens even op en is dan weer verdwenen, terwijl deze pitta in leefgebieden die zeer geschikt leken, hardnekkig wegblijft. De vogel is lastig te inventariseren omdat hij nogal zwijgzaam is. In elk geval is het vermoeden dat de prachtpitta sterk in aantal is afgenomen.
De habitateisen zijn niet geheel duidelijk. Het is een vogel van ongerept regenwoud, maar is ook aangetroffen in ondergroei bij tuinen en in bamboebossen in steenachtige beddingen van beken en riviertjes.

## Status
Waarschijnlijk wordt het leefgebied van de prachtpitta bedreigd door houtkap van het regenwoud op Manus, maar ook door de introductie van honden, katten en de (ook ingevoerde) bruine nachtboomslang (Boiga irregularis). Daarom is deze vogel een bedreigde soort van de Rode Lijst van de IUCN.